# Teluk Bakau (Kuala Kampar)
Teluk Bakau is een bestuurslaag in het regentschap Pelalawan van de provincie Riau, Indonesië. Teluk Bakau telt 652 inwoners (volkstelling 2010).